# Robert Irving III
Robert Irving III (* 27. října 1953) je americký jazzový klavírista. V osmdesátých letech spolupracoval s trumpetistou Milesem Davisem. Své první sólové album nazvané Midnight Dream vydal v roce 1988. Během své kariéry spolupracoval s mnoha dalšími hudebníky, mezi něž patří například Ramsey Lewis, Robert Greenidge a Bette Midler. Rovněž je autorem hudby k několika filmům, například Chytrák (1987). Také působil jako malíř.